# 井口洋夫
井口 洋夫（いのくち ひろお、1927年2月3日 - 2014年3月20日）は、日本の化学者（物理化学）。勲等は文化勲章。学位は理学博士（東京大学）。東京大学名誉教授、日本学士院会員、文化功労者。位階は従三位。
東京大学理学部助教授、東京大学物性研究所教授、分子科学研究所教授・所長、岡崎国立共同研究機構機構長、国際高等研究所副所長、豊田理化学研究所所長のほか、学士会理事長などを歴任した。

## 概要
1927年2月3日、広島県広島市段原（現在の南区段原）生まれ。炭素原子の持つπ電子の重なりにより、有機物質内の分子間で電子が移動し導電性を示すことを実証した。東京大学、分子科学研究所、国際高等研究所、豊田理化学研究所などで研究に従事した。2014年3月20日没。
2018年5月、日本の科学技術や豊田理化学研究所の発展に大きく貢献したとして、同研究所敷地内に井口洋夫記念ホールが開設されている。

## 活動
赤松秀雄とともに終戦直後から進めたビオラントロンの研究を通してその半導体としての性質を実証、有機化合物は電気の絶縁体という従来の考え方を覆した。導電性有機物質の化学を発展させ、「有機半導体」の概念を確立した。この分野は白川英樹の導電性高分子の研究へとつながった。

## 家族・親族
父の井口豊八郎は広島高等工業学校教授を務めた。兄の井口牧郎は元名古屋高等裁判所長官。息子の井口眞は山陽小野田市立山口東京理科大学教授を務めている。

## 略歴
- 東京府立一中卒業
- 旧制第一高等学校卒業
- 1948年 東京大学理学部化学科卒業
- 1950年 東京大学理学部助手
- 1956年 理学博士（東京大学）。学位論文「有機化合物の半導体的性質の研究」[8]。
- 1959年 東京大学理学部助教授
- 1960年 東京大学物性研究所助教授
- 1967年 東京大学物性研究所教授
- 1975年 分子科学研究所教授
- 1987年 岡崎国立共同研究機構分子科学研究所所長
- 1993年 岡崎国立共同研究機構長
- 1995年 退官
- 1996年 国際高等研究所副所長
- 2009年 豊田理化学研究所所長
- 2014年3月20日午後6時、脳出血のため東京都内の病院で逝去[3]。87歳没。

## 栄誉
- 1994年 文化功労者
- 1996年 日本学士院会員
- 2001年 文化勲章[3]
- 2014年 従三位

## 学術賞
- 1965年 日本学士院賞
- 1989年 藤原賞
- 2007年 京都賞先端技術部門[5]

## 文献
- 井口洋夫. "この人に聞く 井口洋夫 宇宙開発事業団宇宙環境利用研究システム長--分子エレクトロニクスの橋渡しで文化勲章受章." 化学経済 48.15 (2001): 72-74.

## 著書
単著
- 金属の話（培風館）
- 物質(もの)とは何か（国際高等研究所）

共著
- 井口, 中田, 籏野. (1966年2月)、『有機半導体』 共立出版
- 木下實共著、1990、『新版化学』、実教出版

## 論文
- Akamatu, Hideo, and Hiroo Inokuchi. "On the Electrical Conductivity of Violanthrone, Iso‐Violanthrone, and Pyranthrone." The Journal of Chemical Physics 18.6 (1950): 810-811.
- Inokuchi, Hiroo. "The electrical conductivity of the condensed polynuclear aromatic compounds." Bulletin of the Chemical Society of Japan 24.5 (1951): 222-226.
- Inokuchi, Hiroo. "The Electrical Conductivity of the Condensed Polynuclear Aza-aromatic Compounds." Bulletin of the Chemical Society of Japan 25.1 (1952): 28-32.
- Akamatu, Hideo, and Hiroo Inokuchi. "Photoconductivity of violanthrone." The Journal of Chemical Physics 20.9 (1952): 1481-1483.
- Akamatu, Hideo, Hiroo Inokuchi, and Yoshio Matsunaga. "Electrical conductivity of the perylene-bromine complex." Nature 173 (1954): 168-169.
- 井口洋夫. 有機化合物の半導体的性質の研究. Diss. 東京大学, 1956.
- 井口洋夫. "有機半導体の光電効果." 電気通信学会雑誌 45.4 (1962).
- 井口洋夫. "研究用機器の集中管理." 物性 6.3 (1965): 145-146.
- 井口洋夫, 丸山有成. "有機半導体." 応用物理 37.4 (1968): 385-386.
- 井口洋夫. "物理化学 (化学を志す人のために-3-1970 (特集))." 化学の領域 24.4 (1970): 287-288.
- 井口洋夫. "有機半導体 導電性有機結晶を中心として." 物性 14.11 (1973): 659-670.
- 井口洋夫. "新しい研究所によせて 分子科学研究所." 物性 15.10 (1974): 513-514.